# Louise Fletcherová
Estelle Louise Fletcherová (22. července 1934 Birmingham, Alabama, USA – 23. září 2022 Montdurausse, Francie) byla americká herečka.
Mezi lety 1958 a 1963 hrála v různých televizních seriálech epizodní role, ve filmu se poprvé v malé roli objevila v roce 1963, jednalo se o snímek A Gathering of Eagles. Po přestávce se k herectví vrátila v roce 1973, kromě dalších seriálů hrála také např. ve filmu Zloději jako my. Roku 1975 ji obsadil Miloš Forman do Přeletu nad kukaččím hnízdem, za roli sestry Mildred Ratchedové poté získala Oscara pro nejlepší herečku, cenu BAFTA pro nejlepší herečku a Zlatý glóbus za nejlepší ženský herecký výkon v dramatu. V následujících letech se objevila v různých filmech i seriálech, např. za roli ve snímku Brainstorm (1983) získala Cenu Saturn pro nejlepší herečku. V letech 1993–1999 hrála Winn Adami, bajorskou duchovní, jednu z pravidelných vedlejších postav seriálu Star Trek: Stanice Deep Space Nine. Dále se objevila např. ve filmu Velmi nebezpečné známosti (1999) či v seriálech Pohotovost, Hrdinové, Private Practice a Sběratelé kostí.